# Bicyclus zinebi
Bicyclus zinebi là một loài bướm ngày thuộc họ Nymphalidae. Nó phân bố ở Sénégal, Gambia, Guiné-Bissau, Guinea, Sierra Leone, Liberia, Bờ Biển Ngà và Ghana.